# لی اون می
لی اون می (انگلیسی: Lee Eun-mi؛ زادهٔ ۱۹ مهٔ ۱۹۶۶) موسیقی‌دان اهل کره جنوبی است.